# Věřte nevěřte
Věřte nevěřte (v anglickém originále Beyond Belief: Fact or Fiction) je americký seriál vysílaný společností Fox v letech 1997 až 2002. Každá epizoda seriálu obsahovala pět krátkých příběhů, které byly všechny zdánlivě nemožné a těžko uvěřitelné, avšak některé z nich byly (soudě podle tvůrců seriálu) pravdivé a založené na skutečných událostech. Divák se během sledování mohl sám rozhodnout, zda příběhům věří nebo ne. Na závěru každé epizody uvaděč prozradil, které z příběhů byly pravdivé a které ne. Uvaděč pořadu vždy také na úvodu epizody ukázal nějaký optický klam a před jednotlivými příběhy krátce nastínil jejich téma. Uvaděčem pořadu byl James Brolin a později Jonathan Frakes. Většina příběhů byla napsána, či pokud se jednalo o skutečnost, sesbírána, Robertem Tralinsem.
Na podzim roku 2021 bylo oznámeno, že se objeví nové příběhy pořadu. Díly produkovala německá stanice RTL II, moderoval je Jonathan Frakes a vysílaly se 31. října 2021 a 30. října 2022. Natáčelo se v USA a Německu.
Celkově bylo z 239 příběhů 139 příběhů pravdivých a 100 příběhů vymyšlených.

## Řady a díly
| Řada | Díly | Premiéra v USA  | Premiéra v USA    | Premiéra na TV Prima | Premiéra na TV Prima | Repríza na TV Barrandov | Repríza na TV Barrandov |
| Řada | Díly | První díl       | Poslední díl      | První díl            | Poslední díl         | První díl               | Poslední díl            |
| ---- | ---- | --------------- | ----------------- | -------------------- | -------------------- | ----------------------- | ----------------------- |
| 1    | 6    | 25. května 1997 | 3. srpna 1997     | 1999                 | vysíláno             | 27. června 2012         | 1. srpna 2012           |
| 2    | 13   | 23. ledna 1998  | 24. července 1998 | vysíláno             | vysíláno             | 8. srpna 2012           | 31. října 2012          |
| 3    | 13   | 19. května 2000 | 18. srpna 2000    | 5. září 2001         | 28. listopadu 2001   | 7. listopadu 2012       | 6. února 2013           |
| 4    | 13   | 27. června 2002 | 5. září 2002      | vysíláno             | vysíláno             | 12. února 2013          | 22. května 2013         |
| 5    | 3    | 31. října 2021  | 30. října 2022    | nebylo vysíláno      | nebylo vysíláno      | nebylo vysíláno         | nebylo vysíláno         |